# Joseph Morgan
Joseph Martin (Londres, Anglaterra, 16 de maig de 1981), conegut com a Joseph Morgan, és un actor de cinema i de sèries de televisió anglès.

## Biografia
Joseph va néixer a Londres, però va viure a Swansea durant onze anys, era un alumne del Morriston Comprehensive School abans de tornar a Londres per estudiar a la Central School of Speech and Drama.

### Carrera
Va actuar a la primera sèrie de Sky One television, Hex, i ha aparegut en papers secundaris en pel·lícules d'Alexander i Master and Commander: The Far Side of the World i a la minisèrie The Line of Beauty de la BBC Two. També ha aparegut a la sèrie de televisió de El doctor Martin i a Casualty i va interpretar en William a Mansfield Park juntament amb Billie Piper. El 2010 va interpretar el paper protagonista de la minisèrie Ben Hur, que va estrenar-se a la SRS al Canadà i a l'ABC als Estats Units el 4 d'abril del 2010.
El 2011 Morgan fou escollit per interpretar en Niklaus Mikaelson a la sèrie de CW Diaris de Vampirs. Aquell mateix any va aparèixer en el paper de l'hel·lè Lysander a la pel·lícula Immortals, juntament amb Henry Cavill.
El gener del 2013 es va saber que Julie Plec, co-creadora de la sèrie Diaris de Vampirs, desenvolupava un spin-off titulat The Originals, centrat en Klaus i en la seva família. El pilot d'aquell spin-off va sortir el 25 d'abril del 2013. El 26 d'abril CW va anunciar oficialment que es desenvoluparia una sèrie per a la temporada 2013-2014.

## Filmografia
| Any        | Títol                                           | Personatge                        | Notes |
| ---------- | ----------------------------------------------- | --------------------------------- | --- |
| 2003       | Eroica                                          | Matthias                          | Estudiant de cinema |
| 2003       | Henry VIII                                      | Thomas Culpepper                  | |
| 2003       | Master and Commander: The Far Side of the World | William Warley, Cpt. de Mizzentop | |
| 2004       | Hex                                             | Troy                              | sèrie de televisió |
| 2004       | Alexandre                                       | Philotas                          | |
| 2005       | William and Mary                                | Pacient                           | Curtmetratge |
| 2006       | Kenneth Williams: Fantabulosa!                  | Alfie                             | Curtmetratge |
| 2006       | The Line of Beauty                              | Jasper                            | mini-sèrie de televisió                                                                                                 |
| 2007       | Mansfield Park                                  | Príncep William                   | |
| 2007       | Mister Lonely                                   | James Dean                        | |
| 2007       | Silent Witness                                  | Matthew Williams                  | sèrie de televisió |
| 2007       | El doctor Martin                                | Mick Mabley                       | sèrie de televisió |
| 2008-2009  | Casualty                                        | Tony / Tony Reece                 | sèrie de televisió |
| 2010       | Ben Hur                                         | Judah Ben-Hur                     | mini-sèrie de televisió                                                                                                 |
| 2011- 2017 | Diaris de Vampirs                               | Niklaus Mikaelson                 | sèrie de televisió personatge recurrent a la temporada 2, repartiment principal: temporades 3 i 4 Convidat, temporada 5 |
| 2011       | Angel Crest                                     | Rusty                             | |
| 2011       | The Grind                                       | Paul                              | |
| 2011       | Immortals                                       | Lysander                          | |
| 2012       | 500 Miles North                                 | James Hogg                        | postproducció |
| 2012       | Warhouse                                        | A.J. Budd                         | |
| 2012       | Open Grave                                      | Nathan                            | en filmació |
| 2013-2018  | The Originals                                   | Niklaus Mikaelson                 | sèrie de televisió |
| 2014       | Dermaphoria                                     | Eric Ashworth                     | |
| 2014       | 500 Miles North                                 | James Hogg                        | |